# Droits de l'homme au Niger
Selon la Constitution de la République du Niger de 1999, la plupart des droits de l'homme, tels que définis par la Déclaration universelle des droits de l'homme, sont respectés et protégés. Malgré ces protections, les organisations nationales et internationales de défense des droits de l'homme se sont inquiétées du comportement du gouvernement, de l'armée et des forces de police, ainsi que de la poursuite de pratiques traditionnelles contraires à la constitution de 1999. Sous la domination coloniale française (1900-1960) et de l'indépendance jusqu'en 1992, les citoyens nigériens avaient peu de droits politiques et vivaient sous le joug d'un gouvernement arbitraire. Bien que la situation se soit améliorée depuis le retour à un régime civil, des critiques subsistent quant à l'état des droits de l'homme dans le pays.

## Constitution du 18 juillet 1999
La constitution du 18 juillet 1999, acte fondateur de la Cinquième République et fondement de son ordre juridique, garantit certains droits à tout citoyen nigérien. Il s'agit notamment des droits à l'égalité devant la loi, au respect de la légalité, au suffrage universel, à la liberté d'expression et à la liberté de religion.
- Titre I, article 9 dispose :

Les mêmes prérogatives sont reconnues à tout citoyen nigérien jouissant de ses droits civils et politiques et remplissant les conditions d'éligibilité prévues par la loi.
- Titre II : Droits et devoirs de la personne comprend :

Article 23 : Toute personne a droit à la liberté de pensée, d'opinion, d'expression, de conscience, de religion et de culte. L'État garantit le libre exercice des cultes et l'expression des convictions. Ces droits s'appliquent dans le respect de l'ordre public, de la tranquillité sociale et de l'unité nationale.

### Bureaux des droits de l'homme
La constitution a également créé une Commission nationale nigérienne officielle des droits de l'homme et des libertés fondamentales pour enquêter et signaler les violations des droits de l'homme. Ses membres sont élus parmi plusieurs associations de défense des droits de l'homme, organismes juridiques et services gouvernementaux. Elle n'a pas le pouvoir de procéder à des arrestations, mais elle peut enquêter sur des abus, soit de sa propre initiative, soit à la demande d'une victime. Il rend compte au Président du Niger .
En août 2008, le gouvernement a mis en place un Médiateur de la République (en). Le rôle du médiateur est de résoudre les difficultés d'application et d'interprétation des lois et règlements. Le président nomme le médiateur, qui est une autorité administrative indépendante chargée d'enquêter sur les plaintes des citoyens et de tenter de trouver des solutions à l'amiable. Le médiateur n'a cependant pas de pouvoir de décision et soumet les résultats de ses enquêtes au président et au premier ministre.

## Conventions internationales
Le Niger est signataire de plusieurs conventions internationales des droits de l'homme, dont la Charte africaine des droits de l'homme et des peuples de 1986, pour laquelle il soumet des rapports réguliers à la Commission africaine des droits de l'homme et des peuples de l'Union africaine. Le Niger est l'un des États parties au Statut de Rome de la Cour pénale internationale.

## Histoire depuis l'indépendance
Le Niger a eu quatre constitutions républicaines depuis l'indépendance en 1960, mais quatre de ses sept présidents ont été des chefs militaires, prenant le pouvoir en trois coups d'État. Les premières élections présidentielles ont eu lieu en 1993 (33 ans après l'indépendance), et les premières élections municipales n'ont eu lieu qu'en 2007. La constitution de 1999 a été adoptée à la suite du coup d'État et de l'assassinat du président Ibrahim Baré Maïnassara par d'autres chefs militaires. Avant le soulèvement de 1992 qui a conduit à des élections libres, les Nigériens avaient peu à dire sur la gouvernance de leur pays. En 2004, Mamadou Tandja est élu pour un second mandat présidentiel de cinq ans lors d'une élection que les observateurs internationaux ont jugée généralement libre et équitable.
Bien que la constitution de 1999 garantisse le droit à la liberté de réunion, dans la pratique, le gouvernement impose des restrictions aux rassemblements politiques, en particulier en période d'agitation populaire. Trois états d'urgence généraux ont été déclarés depuis 1999, le plus long ayant débuté en août 2007 pour l'ensemble du département d'Agadez et renouvelé en novembre 2007. Ces états d'urgence suppriment essentiellement tous les droits de manifester, de se rassembler et de circuler librement. Ils autorisent également la détention sans inculpation ni jugement .

### Forces de sécurité
L'implication de l'armée dans la politique a toujours conduit à des arrestations et détentions arbitraires régulières, bien que peu fréquentes, à un recours excessif à la force, à la torture et à des exécutions extrajudiciaires par les forces de sécurité et la police. Le système judiciaire a toujours souffert des mauvaises conditions de détention, des détentions préventives prolongées et de l'ingérence de l'exécutif dans le système judiciaire. Bien que tous ces éléments se soient considérablement améliorés depuis le retour à un régime civil, les organisations internationales de défense des droits de l'homme continuent de signaler des incidents sporadiques liés à tous ces abus. Après 1999, le contrôle civil des forces de sécurité s'est nettement amélioré, le département d'État américain affirmant chaque année depuis 2001 que l'armée était sous contrôle civil.

## Préoccupations actuelles
Les États-Unis, à l'instar des Nations unies et d'Amnesty International, ont toujours estimé que le bilan du gouvernement post-1999 en matière de droits de l'homme était "généralement médiocre ; bien qu'il y ait eu des améliorations dans plusieurs domaines, de graves problèmes subsistent". Avec l'élection en 1999 du président Tandja et des membres de l'Assemblée nationale lors d'élections généralement libres et équitables, les citoyens ont exercé leur droit de changer de gouvernement. Depuis 2001, moins d'une douzaine de prisonniers meurent ou disparaissent chaque année après avoir été vus pour la dernière fois sous la garde d'officiers militaires. La police et les membres des forces de sécurité battent et maltraitent les personnes. Avant le début de l'insurrection touareg de 2007, le gouvernement respecte généralement le droit d'association ; cependant, plusieurs organisations islamistes qui se sont livrées à la violence ou qui ont menacé d'y recourir ont été et restent interdites. Le gouvernement restreint fréquemment la liberté de mouvement.
La violence domestique et la discrimination sociétale à l'égard des femmes restent des problèmes graves. Les mutilations génitales féminines (MGF) persistent, malgré les efforts du gouvernement pour les combattre. Les personnes handicapées et les minorités ethniques et religieuses font l'objet d'une discrimination sociale. Les droits des travailleurs sont généralement respectés ; toutefois, des rapports indiquent qu'une forme traditionnelle de servitude est encore pratiquée. Le travail des enfants existe, y compris la prostitution enfantine. Des rapports font état de trafic d'êtres humains.

### Liberté de la presse

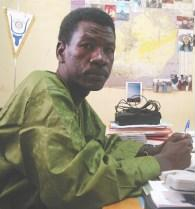
Le journaliste Moussa Kaka au Niger, avant son arrestation en 2007.

Le Niger a connu une tradition de vive opposition de la presse, ponctuée par des épisodes de répression gouvernementale. De 1999 à 2007, la presse indépendante, en particulier la radio, a prospéré. Avec l'avènement de la deuxième rébellion touareg en 2007, le gouvernement a commencé à poursuivre, en vertu de l'état d'urgence, les journalistes étrangers et nationaux accusés d'être en contact avec les chefs rebelles, et a expulsé du pays les membres de la presse étrangère. Le nord du pays, soumis à l'état d'urgence, est devenu la zone de prédilection de la presse étrangère, et la radio indépendante Radio Agadez dans le nord a été fermée par le gouvernement.

### Médias
Étant donné que l'alphabétisation et les revenus personnels sont tous deux très faibles, la radio est le moyen de communication publique le plus important. La Radio Voix du Sahel, propriété du gouvernement, émet 14 heures par jour, fournissant des informations et d'autres programmes en français et dans plusieurs langues locales. Il existe plusieurs radios privées, dont Radio France Internationale, Africa Number One, Radio et Musique, Radio Souda, Radio Tenere, Radio Anfani et Radio Tambara ; les cinq derniers sont détenus localement et présentent des programmes d'information populaires dans les langues locales, notamment le djerma et le haoussa. Ces stations de radio privées sont généralement moins critiques à l'égard des actions du gouvernement que les journaux privés. Radio Anfani et Radio et Musique ont présenté une couverture de l'actualité qui a inclus une variété de points de vue. Les autres stations de radio privées nationales sont plus petites et proposent peu de programmes d'information nationaux. Le service national de radio multilingue géré par le gouvernement offre un temps d'antenne équitable à tous les partis politiques légaux au cours de l'année.
Le gouvernement publie un quotidien francophone, Le Sahel, et son édition du week-end. Il existe environ 12 journaux hebdomadaires ou mensuels privés de langue française, dont certains sont vaguement affiliés à des partis politiques. La presse privée continue de critiquer les actions du gouvernement avec une certaine assurance, bien que depuis le milieu de l'année 2007, un certain nombre d'arrestations de journalistes étrangers et locaux aient eu lieu.

### Répression de 2007 - 2008
Deux journalistes locaux ont été emprisonnés en 2007 sous l'inculpation d'aider l'insurrection touareg dans le nord, et plusieurs stations de radio ont été fermées. Le journaliste Moussa Kaka a été détenu pendant plus d'un an sur la base d'accusations liées à une interview radiophonique de dirigeants rebelles, avant d'être provisoirement libéré. Les journalistes étrangers circulaient et faisaient des reportages librement avant le milieu de l'année 2007, mais depuis, il leur est interdit de se rendre dans le nord du pays ou d'y faire des reportages (région d'Agadez). Depuis lors, les rediffusions radio des services d'information étrangers ont été restreintes, alors qu'elles constituaient auparavant un élément essentiel de la couverture de l'actualité nigérienne.
Alors que Moussa Kaka a reçu la plus longue peine d'emprisonnement pour un journaliste depuis le début de l'insurrection touareg en février 2007, plusieurs autres cas ont attiré l'attention des médias internationaux. Les journalistes français Thomas Dandois et Pierre Creisson ont été détenus à Agadez pendant un mois en 2007 par les forces militaires nigériennes avant d'être libérés. Le rédacteur en chef de l'hebdomadaire L'Evénement de Niamey a été arrêté le 30 juillet 2008 et inculpé de "divulgation de secret défense" après avoir signalé qu'un officier de l'armée avait été lié à une cache d'armes découverte dans la capitale. L'organe gouvernemental de régulation de la presse, le Haut Conseil de la Communication (CSC) a fermé la station de radio et de télévision Dounia TV basée à Niamey pendant un mois en août 2008, et fermé pour une durée indéterminée Sahara FM, la principale station de radio d'Agadez le 22 avril 2008 pour diffuser des entretiens avec des personnes qui affirmaient avoir été victimes d'exactions commises par les troupes gouvernementales. En juin 2007, l'hebdomadaire d'Agadez Aïr-Info a été fermé par le gouvernement pendant trois mois, tout en adressant dans le même temps des avertissements formels à trois autres journaux (Libération, L'Opinion et L'Evènement) pour avoir rendu compte du conflit dans le nord, qui, selon le gouvernement, "essayaient de justifier les activités criminelles et la violence". Ibrahim Manzo Diallo, rédacteur en chef d'Air-Info, après avoir tenté d'ouvrir un nouvel hebdomadaire, a été arrêté puis relâché. Un de ses reporters a également été arrêté à Ingal en octobre  et en octobre Diallo a été arrêté alors qu'il tentait de monter à bord d'un vol vers l'Europe et accusé d'« appartenance à une bande criminelle » ,. Diallo a été libéré dans l'attente de son procès en Février 2008.

### Arrestations de presse de 2009
En 2009, Reporters sans frontières et la Fédération internationale des journalistes ont accusé le gouvernement nigérien de harceler à plusieurs reprises les journalistes nigériens, à la suite de trois arrestations très médiatisées et d'affaires de diffamation portées contre des journaux par des membres du gouvernement  et de l'arrestation de deux responsables de Dounia TV pour des propos tenus par d'autres sur leur station. Dounia, la seule chaîne d'information télévisée non gouvernementale nigérienne, a été accusée d'avoir accordé du temps d'antenne aux partisans de Hama Amadou, un parti au pouvoir emprisonné, rival du président du Niger. RSF a affirmé que "le groupe Dounia est victime de harcèlements répétés de la part des autorités judiciaires".

### Conditions dans les prisons et centres de détention
En 2006, les conditions dans les 35 prisons du pays étaient mauvaises et potentiellement mortelles. Les prisons étaient sous-financées, en sous-effectif et surpeuplées. Par exemple, à la prison civile de Niamey, il y avait environ 720 détenus dans un établissement construit pour 350 ; à la fin de l'année, environ 550 d'entre eux attendaient d'être jugés. Les visites familiales étaient autorisées et les prisonniers pouvaient recevoir de la nourriture supplémentaire, des médicaments et d'autres produits de première nécessité de la part de leurs familles; cependant, la nutrition, l'assainissement et les conditions de santé étaient médiocres et des décès sont survenus à cause du sida, de la tuberculose et du paludisme.
La corruption parmi le personnel pénitentiaire est endémique. Les prisonniers pouvaient soudoyer les fonctionnaires pour qu'ils quittent la prison pour la journée et purgent leur peine le soir. Certains prisonniers ont soudoyé des fonctionnaires pour qu'ils purgent leur peine à l'hôpital national de Niamey. Les prévenus étaient détenus avec des condamnés.
Des observateurs des droits de l'homme, dont le Comité international de la Croix-Rouge (CICR), la Commission nigérienne des droits de l'homme et des libertés fondamentales et diverses ONG, ont été autorisés à accéder sans restriction aux prisons et aux centres de détention et ont effectué des visites au cours de l'année.

### Rôle de la police et de l'appareil de sécurité
Les forces armées, sous la tutelle du ministère de la Défense, sont responsables de la sécurité intérieure et extérieure. La gendarmerie, qui relevait également du ministère de la Défense, avait la responsabilité principale de la sécurité rurale. Les forces nationales d'intervention et de sécurité, relevant du ministère de l'Intérieur, sont chargées de la sécurité intérieure et de la protection des hauts fonctionnaires et des bâtiments gouvernementaux, et la police nationale, également relevant du ministère de l'Intérieur, est chargée de l'application de la loi urbaine.
La police est inefficace, principalement en raison de ressources insuffisantes. Les fournitures de base telles que le carburant des véhicules, les radios, les uniformes, les menottes, les matraques et les badges sont rares. Les patrouilles sont sporadiques et le temps d'intervention d'urgence à Niamey peut prendre 45 minutes. La formation de la police est minimale et seules les unités de police spécialisées possédaient des compétences de base dans le maniement des armes. La corruption reste omniprésente. Les citoyens se plaignent que les forces de sécurité ne surveillent pas suffisamment les régions frontalières. La gendarmerie est chargée d'enquêter sur les abus de la police ; cependant, l'impunité est souvent un problème.

### La liberté de religion
La constitution prévoit la liberté de religion et le gouvernement respecte généralement ce droit dans la pratique. La société nigérienne, bien que majoritairement musulmane, est respectueuse et tolérante de la différence religieuse.
L'islam est la religion dominante et le Conseil islamique du Niger (en), qui agit en tant que comité consultatif officiel auprès du gouvernement sur les questions religieuses, diffuse toutes les deux semaines sur la chaîne de télévision contrôlée par le gouvernement. Dans les médias contrôlés par le gouvernement, les programmes chrétiens ne sont généralement diffusés que lors d'occasions spéciales, telles que Noël et Pâques, bien que les médias indépendants diffusent régulièrement de tels programmes.
Les missionnaires chrétiens étrangers, bien que généralement considérés avec suspicion, opèrent ouvertement et sans être inquiétés. La plupart des grandes villes, en raison de l'héritage du colonialisme français, contiennent des églises chrétiennes et de petites communautés chrétiennes. Il existe également une petite communauté de la foi bahá'íe à Niamey. La charia, bien qu'observée par des Nigériens plus pieux, n'est pas appliquée par le gouvernement ou la communauté. L'alcool est vendu ouvertement et les femmes, même si elles s'habillent généralement modestement, n'ont pas besoin de porter le foulard.
Les organisations religieuses doivent s'enregistrer auprès du ministère de l'Intérieur. L'enregistrement est une formalité et rien n'indique que le gouvernement ait refusé d'enregistrer une organisation religieuse.
Le 10 février 2006, le gouvernement a créé le Conseil islamique du Niger composé de 10 dirigeants issus d'associations islamiques, dont l'Association islamique du Niger et d'autres ONG, et de 10 membres de diverses agences gouvernementales. Le Conseil islamique conseille le gouvernement sur les questions islamiques, notamment la prédication, la construction de mosquées, le paiement de la zakat, etc. Les objectifs avoués du conseil sont de "travailler à la promotion d'une culture de tolérance et de paix sociale et d'encourager les Nigériens à participer au développement économique, social et culturel du pays". Lors de l'installation du conseil, le Premier ministre a déclaré que le but du conseil était en partie "de s'attaquer aux comportements et aux pratiques inspirés par les pays étrangers", une remarque largement interprétée comme signifiant un changement théologique et des projets de construction de mosquées d'inspiration nigériane et moyen-orientale.

## Expulsions des Arabes de Diffa, 2006
En octobre 2006, le Niger a annoncé qu'il expulserait les Arabes vivant dans la région de Diffa à l'est du Niger vers le Tchad. Cette population comptait environ 150 000 personnes. Alors que le gouvernement rassemblait des Arabes en vue de la déportation, deux filles sont mortes, apparemment après avoir fui les forces gouvernementales, et trois femmes ont fait des fausses couches. Le gouvernement du Niger avait finalement suspendu une décision controversée d'expulser les Arabes,.

## Esclavage
Au Niger, où la pratique de l'esclavage a été interdite en 2003, une étude a révélé que plus de 800 000 personnes sont encore esclaves, soit près de 8 % de la population,. L'esclavage remonte à des siècles au Niger et a finalement été criminalisé en 2003, après cinq années de lobbying de la part d'Anti-Slavery International et de l'association nigérienne de défense des droits de l'homme, Timidria.
L'esclavage fondé sur l'ascendance, où des générations d'une même famille naissent dans la servitude, est traditionnellement pratiqué par au moins quatre des huit groupes ethniques du Niger. Les propriétaires d'esclaves appartiennent pour la plupart aux groupes ethniques nomades à la peau plus claire - Touaregs, Peuls, Toubous et Arabes. Dans la région de Say sur la rive droite du fleuve Niger, on estime que les trois quarts de la population vers 1904 - 1905 étaient composés d'esclaves.
Avant le 20e siècle, les Touareg capturaient des esclaves lors de raids dans d'autres communautés et pendant la guerre. La guerre était alors la principale source d'approvisionnement en esclaves, bien que beaucoup aient été achetés sur des marchés aux esclaves, gérés principalement par des peuples autochtones,.

## Situation historique
Le tableau suivant montre les notes du Niger depuis 1972 dans les rapports Freedom in the World, publiés chaque année par Freedom House. Une note de 1 correspond à "libre" ; 7 à "non libre" .
| \| Année \| Droits politiques \| Libertés civiles \| Statut \| Président[25] \| \| 1972 \| 6 \| 6 \| Non libre \| Hamani Diori \| \| 1973 \| 6 \| 6 \| Non libre \| Hamani Diori \| \| 1974 \| 7 \| 6 \| Non libre \| Seyni Kountché \| \| 1975 \| 7 \| 6 \| Non libre \| Seyni Kountché \| \| 1976 \| 7 \| 6 \| Non libre \| Seyni Kountché \| \| 1977 \| 7 \| 6 \| Non libre \| Seyni Kountché \| \| 1978 \| 7 \| 6 \| Non libre \| Seyni Kountché \| \| 1979 \| 7 \| 6 \| Non libre \| Seyni Kountché \| \| 1980 \| 7 \| 6 \| Non libre \| Seyni Kountché \| \| 1981 \| 7 \| 6 \| Non libre \| Seyni Kountché \| \| 1982[26] \| 7 \| 6 \| Non libre \| Seyni Kountché \| \| 1983 \| 7 \| 6 \| Non libre \| Seyni Kountché \| \| 1984 \| 7 \| 6 \| Non libre \| Seyni Kountché \| \| 1985 \| 7 \| 6 \| Non libre \| Seyni Kountché \| \| 1986 \| 7 \| 6 \| Not Free \| Seyni Kountché \| \| 1987 \| 7 \| 6 \| Not Free \| Seyni Kountché \| \| 1988 \| 6 \| 6 \| Not Free \| Ali Saibou \| \| 1989 \| 7 \| 6 \| Non libre \| Ali Saibou \| \| 1990 \| 6 \| 5 \| Non libre \| Ali Saibou \| \| 1991 \| 6 \| 5 \| Partiellement libre \| Ali Saibou \| \| 1992 \| 5 \| 4 \| Partiellement libre \| Ali Saibou \| \| 1993 \| 3 \| 4 \| Partiellement libre \| Mahamane Ousmane \| \| 1994 \| 3 \| 5 \| Partiellement libre \| Mahamane Ousmane \| \| 1995 \| 3 \| 5 \| Partiellement libre \| Mahamane Ousmane \| \| 1996 \| 7 \| 5 \| Non libre \| Ibrahim Baré Maïnassara \| \| 1997 \| 7 \| 5 \| Non libre \| Ibrahim Baré Maïnassara \| \| 1998 \| 7 \| 5 \| Non libre \| Ibrahim Baré Maïnassara \| \| 1999 \| 5 \| 5 \| Partiellement libre \| Mamadou Tandja \| \| 2000 \| 4 \| 4 \| Partiellement libre \| Mamadou Tandja \| \| 2001 \| 4 \| 4 \| Partiellement libre \| Mamadou Tandja \| \| 2002 \| 4 \| 4 \| Partiellement libre \| Mamadou Tandja \| \| 2003 \| 4 \| 4 \| Partiellement libre \| Mamadou Tandja \| \| 2004 \| 3 \| 3 \| Partiellement libre \| Mamadou Tandja \| \| 2005 \| 3 \| 3 \| Partiellement libre \| Mamadou Tandja \| \| 2006 \| 3 \| 3 \| Partiellement libre \| Mamadou Tandja \| \| 2007 \| 3 \| 4 \| Partiellement libre \| Mamadou Tandja \| \| 2008 \| 3 \| 4 \| Partiellement libre \| Mamadou Tandja \| \| 2009 \| 5 \| 4 \| Partiellement libre \| Mamadou Tandja \| \| 2010 \| 5 \| 4 \| Partiellement libre \| Salou Djibo \| \| 2011 \| 3 \| 4 \| Partiellement libre \| Mahamadou Issoufou \| \| 2012 \| 3 \| 4 \| Partiellement libre \| Mahamadou Issoufou \| \| 2013 \| 3 \| 4 \| Partiellement libre \| Mahamadou Issoufou \| \| 2014 \| 3 \| 4 \| Partiellement libre \| Mahamadou Issoufou \| \| 2015 \| 3 \| 4 \| Partiellement libre \| Mahamadou Issoufou \| \| 2016 \| 4 \| 4 \| Partiellement libre \| Mahamadou Issoufou \| \| 2017 \| 4 \| 4 \| Partiellement libre \| Mahamadou Issoufou \| \| 2018 \| 4 \| 4 \| Partiellement libre \| Mahamadou Issoufou \| \| 2019 \| 4 \| 4 \| Partiellement libre \| Mahamadou Issoufou \| \| 2020 \| 4 \| 4 \| Partiellement libre \| Mahamadou Issoufou \| \| 2021[27] \| 4 \| 4 \| Partiellement libre \| Mohamed Bazoum \| \| 2022 \| 4 \| 4 \| Partiellement libre \| Mohamed Bazoum \| |                   |                  |                     |                         |
| Année | Droits politiques | Libertés civiles | Statut              | Président               |
| 1972 | 6                 | 6                | Non libre           | Hamani Diori            |
| 1973 | 6                 | 6                | Non libre           | Hamani Diori            |
| 1974 | 7                 | 6                | Non libre           | Seyni Kountché          |
| 1975 | 7                 | 6                | Non libre           | Seyni Kountché          |
| 1976 | 7                 | 6                | Non libre           | Seyni Kountché          |
| 1977 | 7                 | 6                | Non libre           | Seyni Kountché          |
| 1978 | 7                 | 6                | Non libre           | Seyni Kountché          |
| 1979 | 7                 | 6                | Non libre           | Seyni Kountché          |
| 1980 | 7                 | 6                | Non libre           | Seyni Kountché          |
| 1981 | 7                 | 6                | Non libre           | Seyni Kountché          |
| 1982 | 7                 | 6                | Non libre           | Seyni Kountché          |
| 1983 | 7                 | 6                | Non libre           | Seyni Kountché          |
| 1984 | 7                 | 6                | Non libre           | Seyni Kountché          |
| 1985 | 7                 | 6                | Non libre           | Seyni Kountché          |
| 1986 | 7                 | 6                | Not Free            | Seyni Kountché          |
| 1987 | 7                 | 6                | Not Free            | Seyni Kountché          |
| 1988 | 6                 | 6                | Not Free            | Ali Saibou              |
| 1989 | 7                 | 6                | Non libre           | Ali Saibou              |
| 1990 | 6                 | 5                | Non libre           | Ali Saibou              |
| 1991 | 6                 | 5                | Partiellement libre | Ali Saibou              |
| 1992 | 5                 | 4                | Partiellement libre | Ali Saibou              |
| 1993 | 3                 | 4                | Partiellement libre | Mahamane Ousmane        |
| 1994 | 3                 | 5                | Partiellement libre | Mahamane Ousmane        |
| 1995 | 3                 | 5                | Partiellement libre | Mahamane Ousmane        |
| 1996 | 7                 | 5                | Non libre           | Ibrahim Baré Maïnassara |
| 1997 | 7                 | 5                | Non libre           | Ibrahim Baré Maïnassara |
| 1998 | 7                 | 5                | Non libre           | Ibrahim Baré Maïnassara |
| 1999 | 5                 | 5                | Partiellement libre | Mamadou Tandja          |
| 2000 | 4                 | 4                | Partiellement libre | Mamadou Tandja          |
| 2001 | 4                 | 4                | Partiellement libre | Mamadou Tandja          |
| 2002 | 4                 | 4                | Partiellement libre | Mamadou Tandja          |
| 2003 | 4                 | 4                | Partiellement libre | Mamadou Tandja          |
| 2004 | 3                 | 3                | Partiellement libre | Mamadou Tandja          |
| 2005 | 3                 | 3                | Partiellement libre | Mamadou Tandja          |
| 2006 | 3                 | 3                | Partiellement libre | Mamadou Tandja          |
| 2007 | 3                 | 4                | Partiellement libre | Mamadou Tandja          |
| 2008 | 3                 | 4                | Partiellement libre | Mamadou Tandja          |
| 2009 | 5                 | 4                | Partiellement libre | Mamadou Tandja          |
| 2010 | 5                 | 4                | Partiellement libre | Salou Djibo             |
| 2011 | 3                 | 4                | Partiellement libre | Mahamadou Issoufou      |
| 2012 | 3                 | 4                | Partiellement libre | Mahamadou Issoufou      |
| 2013 | 3                 | 4                | Partiellement libre | Mahamadou Issoufou      |
| 2014 | 3                 | 4                | Partiellement libre | Mahamadou Issoufou      |
| 2015 | 3                 | 4                | Partiellement libre | Mahamadou Issoufou      |
| 2016 | 4                 | 4                | Partiellement libre | Mahamadou Issoufou      |
| 2017 | 4                 | 4                | Partiellement libre | Mahamadou Issoufou      |
| 2018 | 4                 | 4                | Partiellement libre | Mahamadou Issoufou      |
| 2019 | 4                 | 4                | Partiellement libre | Mahamadou Issoufou      |
| 2020 | 4                 | 4                | Partiellement libre | Mahamadou Issoufou      |
| 2021 | 4                 | 4                | Partiellement libre | Mohamed Bazoum          |
| 2022 | 4                 | 4                | Partiellement libre | Mohamed Bazoum          |

## Traités internationaux
Les positions du Niger sur les traités internationaux relatifs aux droits de l'homme sont les suivantes :
| \| Traité \| Organisation \| Introduit \| Signé \| Ratifié \| \| Convention pour la prévention et la répression du crime de génocide[28] \| Nations unies \| 1948 \| - \| - \| \| Convention internationale sur l'élimination de toutes les formes de discrimination raciale[29] \| Nations unies \| 1966 \| 1966 \| 1967 \| \| Pacte international relatif aux droits économiques, sociaux et culturels[30] \| Nations unies \| 1966 \| - \| 1986 \| \| Pacte international relatif aux droits civils et politiques[31] \| Nations unies \| 1966 \| - \| 1986 \| \| Premier protocole facultatif au Pacte international relatif aux droits civils et politiques[32] \| Nations unies \| 1966 \| - \| 1986 \| \| Convention sur l'imprescriptibilité des crimes de guerre et des crimes contre l'humanité[33] \| Nations unies \| 1968 \| - \| - \| \| Convention sur l'apartheid[34] \| Nations unies \| 1973 \| - \| 1978 \| \| Convention sur l'élimination de toutes les formes de discrimination à l'égard des femmes[35] \| Nations unies \| 1979 \| - \| 1999 \| \| Convention contre la torture et autres peines ou traitements cruels, inhumains ou dégradants[36] \| Nations unies \| 1984 \| - \| 1998 \| \| Convention relative aux droits de l'enfant[37] \| Nations unies \| 1989 \| 1990 \| 1990 \| \| Deuxième protocole facultatif se rapportant au Pacte international relatif aux droits civils et politiques, visant à abolir la peine de mort[38] \| Nations unies \| 1989 \| - \| - \| \| Convention internationale sur la protection des droits de tous les travailleurs migrants et des membres de leur famille[39] \| Nations unies \| 1990 \| - \| 2009 \| \| Protocole facultatif à la Convention sur l'élimination de toutes les formes de discrimination à l'égard des femmes[40] \| Nations unies \| 1999 \| - \| 2004 \| \| Protocole facultatif à la Convention relative aux droits de l'enfant concernant l'implication d'enfants dans les conflits armés[41] \| Nations unies \| 2000 \| - \| 2012 \| \| Protocole facultatif sur la vente d'enfants, la prostitution des enfants et la pornographie mettant en scène des enfants[42] \| Nations unies \| 2000 \| 2002 \| 2004 \| \| Convention relative aux droits des personnes handicapées[43] \| Nations unies \| 2006 \| 2007 \| 2008 \| \| Protocole facultatif à la Convention relative aux droits des personnes handicapées[44] \| Nations unies \| 2006 \| 2007 \| 2008 \| \| Convention internationale pour la protection de toutes les personnes contre les disparitions forcées[45] \| Nations unies \| 2006 \| 2007 \| - \| \| Protocole facultatif au Pacte international relatif aux droits économiques, sociaux et culturels[46] \| Nations unies \| 2008 \| - \| - \| \| Protocole facultatif à la Convention relative aux droits de l'enfant sur une procédure de communication[47] \| Nations unies \| 2011 \| - \| - \| |               |           |       |         |
| Traité | Organisation  | Introduit | Signé | Ratifié |
| Convention pour la prévention et la répression du crime de génocide | Nations unies | 1948      | -     | -       |
| Convention internationale sur l'élimination de toutes les formes de discrimination raciale | Nations unies | 1966      | 1966  | 1967    |
| Pacte international relatif aux droits économiques, sociaux et culturels | Nations unies | 1966      | -     | 1986    |
| Pacte international relatif aux droits civils et politiques | Nations unies | 1966      | -     | 1986    |
| Premier protocole facultatif au Pacte international relatif aux droits civils et politiques | Nations unies | 1966      | -     | 1986    |
| Convention sur l'imprescriptibilité des crimes de guerre et des crimes contre l'humanité | Nations unies | 1968      | -     | -       |
| Convention sur l'apartheid | Nations unies | 1973      | -     | 1978    |
| Convention sur l'élimination de toutes les formes de discrimination à l'égard des femmes | Nations unies | 1979      | -     | 1999    |
| Convention contre la torture et autres peines ou traitements cruels, inhumains ou dégradants | Nations unies | 1984      | -     | 1998    |
| Convention relative aux droits de l'enfant | Nations unies | 1989      | 1990  | 1990    |
| Deuxième protocole facultatif se rapportant au Pacte international relatif aux droits civils et politiques, visant à abolir la peine de mort | Nations unies | 1989      | -     | -       |
| Convention internationale sur la protection des droits de tous les travailleurs migrants et des membres de leur famille | Nations unies | 1990      | -     | 2009    |
| Protocole facultatif à la Convention sur l'élimination de toutes les formes de discrimination à l'égard des femmes | Nations unies | 1999      | -     | 2004    |
| Protocole facultatif à la Convention relative aux droits de l'enfant concernant l'implication d'enfants dans les conflits armés | Nations unies | 2000      | -     | 2012    |
| Protocole facultatif sur la vente d'enfants, la prostitution des enfants et la pornographie mettant en scène des enfants | Nations unies | 2000      | 2002  | 2004    |
| Convention relative aux droits des personnes handicapées | Nations unies | 2006      | 2007  | 2008    |
| Protocole facultatif à la Convention relative aux droits des personnes handicapées | Nations unies | 2006      | 2007  | 2008    |
| Convention internationale pour la protection de toutes les personnes contre les disparitions forcées | Nations unies | 2006      | 2007  | -       |
| Protocole facultatif au Pacte international relatif aux droits économiques, sociaux et culturels | Nations unies | 2008      | -     | -       |
| Protocole facultatif à la Convention relative aux droits de l'enfant sur une procédure de communication | Nations unies | 2011      | -     | -       |